# منزل كياني
منزل كياني (بالفارسية: خانه کیانی) هو منزل تاريخي يعود إلى عصر القاجاريون، ويقع في مقاطعة زابل.